# Coenosia grisella
Coenosia grisella är en tvåvingeart som beskrevs av Willi Hennig 1961. Coenosia grisella ingår i släktet Coenosia och familjen husflugor. Inga underarter finns listade i Catalogue of Life.